# ديزيريه إيكاري
ولد ديزيريه إيكاري في 15 نيسان عام 1939 في تريتشفيل (ساحل العاج)، وتوفّي في 16 شباط/ فبراير عام 2009 عن عمر يناهز 69 عامًا في أبيدجان، وكان مخرج أفلام في كوت ديفوار.

## سيرته الشّخصيّة
كان ديزيريه إيكاري مسيحي من ديانة "الأكان"، ومضى معظم طفولته في أبيدجان، في عائلة مكوّنة من عشرة أطفال يلتحقون جميعًا بالمدرسة. وعمل والده كموظّف حكومي، أمّا والدته فكانت ربة منزل. بدأ دراسته الثّانويّة في الكلّية الكاثوليكيّة في دالوا، ثمّ انتقل إلى كلّية التّوجيه في بلاتو وأخيرًا تابع دراسته في المدرسة الثّانوية الكلاسيكيّة في أبيدجان. وحضر مركز الفنون المسرحيّة في أبيدجان عام 1959. ثمّ غادر ساحل العاج ليستقرّ في فرنسا في 19 أيلول/ سبتمبر عام 1961، وذلك بفضل الحصول على منحة دراسيّة من الحكومة الإيفواريّة، وحصل على درجة البكالوريوس في العلوم التجريبية في فرنسا كونه تلميذ بارع. هدف إلى التخصّص في المسرح أثناء الالتحاق بشهادة في الآداب. ولأنّه لم يتمكّن من دخول المعهد الموسيقي، فقد حضر مركز الفنون المسرحيّة في شارع بلانش حيث توّج بالجائزة الثّانية في الفنون المسرحيّة. وترك دراسته الجامعيّة لينضمّ إلى معهد الدّراسات السّينمائيّة المتقدّمة في عام 1964 حيث حصل في عام 1966 على إجازة في إخراج الأفلام. وتعرّف في تلك المعهد على زوجته المستقبلية من أصل فنلندي وأنجبا طفلان سويًّا.
دشن ديزيريه إيكاري مهنةً في التّمثيل المسرحي حين انضمّ إلى شركة الطّوقان ولا سيّما إلى فرقة جان ماري سيرو. وأنشأ شركة إنتاج تدعى "ليه فيلم دو لا لاغون" (أي أفلام البحيرة) بهدف إنتاج فيلمه الأوّل، كونشيرتو من أجل المنفى، حول موضوعٍ اقترحته زوجته مارجيتا إيكاري، ويتكلّم عن العزلة الاجتماعيّة والنّفسيّة التي تساور الأفارقة المستقرّين في باريس. بغية إنتاج هذا الفيلم، باع سيّارته وقام رئيس مكتب السينما من وزارة التعاون جان رينيه ديبريكس بإعطائه عشر لفات من الأفلام. وبعد أن شاهد مخرج شركة "أفلام أرغوس"، أناتول دومان، اللّقطات الأولى للفيلم، زوّده بالتّمويل اللّازم ليتابع إنتاج فيلمه، وذلك بالاشتراك مع شركته الخاصّة أفلام دي لا لاجون.
يعتمد الفيلم كونشيرتو من أجل المنفى إلى حدٍّ كبيرٍ على ارتجال الممثّلين الذين لا يحترفون التّمثيل باستثناء كلوديا تشازيل. وقد يحلّ أحيانًا هنري دوبارك، إضافةً إلى زوجته، محلّ الممثّلين المقصّرين لأنّه حضر المعهد مع ديزيريه إيكاري. فنال على جائزة السّينما الشابّة في إيرش وتمّ اختيار فيلمه في أسبوع النقاد من مهرجان كان السينمائي في عام 1968. كما نال على جائزة في أوبرهاوزن، تاشكنت وعلى جائزة أُخرى من أيّام قرطاج السينمائية.
في عام 1968، أوضح لمجلّة دفاتر السّينما تراجع الحكومات الأفريقيّة لدعم الأفلام قائلًا إنّ "السّينما لدينا سيف ذو حديّن.إذا ضربت به بالحدّ الحادّ، فيقطع الجميع. وإذا استخدمت الحدّ السن، فإنّه يلطف"، ويضيف قائلًا: "إذا قلت كل ما أفكر فيه، فلن يبقى لي سوى الهروب من أفريقيا".
في باريس عام 1970، عمل على تصوير فيلم "الويل لك يا فرنسا!" مع بيير غارنييه، وفريديريك لين، وماري غابرييل نغيبي، يرتكز على الغربة الاجتماعيّة أيضًا ولكن بطريقة ساخرة (يتكلّم على الأفارقة الذين هجروا زوجاتهم بهدف الدّراسة في باريس وفضّلوا النّساء الغربيّات عليهنّ). وتقوم "أفلام أرغوس" و"أفلام دي لا لاجون" بإنتاج هذا الفيلم أيضًا ويتمّ تحريره في ثلاثة أشهر، بميزانيّة قدرها فقط 20 000 $. أراد ديزيريه إيكاري أن يسمّي الفيلم "النتيجة" ولكن فضّلت شركة "أفلام أرغوس" عنوان "مرأة عارية, امرأة سوداء"وفقًا للقصيدة التي كتبها سنغور. غير أنّه عارض الفكرة وفضّل عنوان الويل لك يا فرنسا! "حيث تمثّل فرنسا اسم البطلة في الفيلم واسم لبلد المضيف". عمل ممفيس سليم على الموسيقى التي ستلعب في العرض الأوّل للفيلم في أبيدجان في 16 حزيران/ يونيو عام 1970. ونال على جائزة لجنة التحكيم الخاصة في إيرش. وبما أنّ الفيلم يستند على عنصر السّخرية، فهو يتمحور حول حركة العرق الأسود، ممّا أدى إلى حظره في السّنغال طوال فترة رئاسة سنغور.
وفي عام 1972، عاد إلى أبيدجان حيث أصبح موظّف حكومي وعمل كمستشار لوزير السّياحة والثّقافة حول تأثير السّياحة على التّراث الثّقافي الإيفواري، لكنّه استقال في عام 1973 لتصوير فيلم وجوه النساء غير أنّه اضطرّ إلى التّوقّف عن التّصوير لعدم توفّر الموارد. فحاول جمع بعض المال عن طريق إنشاء مزرعة خنازير، ثمّ اشترى مطعم "لو مكي" في واغادوغو. عندما عاد إلى أبيدجان في عام 1983، أنهى إنتاج الفيلم "وجوه النساء" وإخراجه وتبلغ ميزانيّته الإجماليّة 280 000 $. وتمّ عرض الفيلم في عام 1985 خلال أسبوع النقاد من مهرجان كان السينمائي ونال على جائزة فيبريشي. صدر الفيلم في باريس بعد بضعة أسابيع، وشاهده 130،105 متفرّج على مدار 16 أسبوعًا، غير أنّ الفيلم تسبّب بفضيحة بسبب مشهد حبّ مباح وطويل فتمّ حظره في ساحل العاج "بسبب الفحش وانتهاك الآداب"، ممّا يثير جدال كبير ويزيد اهتمام الجمهور.
ثمّ يحاول تحقيق سيناريو قد كتبه منذ بضع سنوات، "الشّؤون الأفريقيّة". قد يطلق عليه عنوان "الاستقلال تشا تشا"، ويشير ديزيريه إيكاري إلى جاك سيكليه قائلًا: "سيخبر الفيلم قصّة عن كلّ التغيرات التي شهدتها إفريقيا منذ استقلال المستعمرات الفرنسيّة، من خلال نظرة اثنين من الفلّاحين". ويتابع قائلًا إنّ "كلّ ما حوليهم يتغيّر باستثناء وجودهم الصغير". ويتمحور هذا الفيلم حول الأفراد الذين تعرّضوا لسوء المعاملة من قبل الاصلاحات الإداريّة كما يتكلّم على عودة المغتربين إلى بلادهم بعد استقلال المستعمرات الفرنسيّة، فمن المرجّح أن يحتاج الفيلم إلى ميزانيّة كبيرة لكنّ المدير فشل في تمويله.

## فيلموغرافيا

### الأفلام القصيرة
مخرج وكاتب سيناريو
- عام 1967 - "كونشيرتو من أجل المنفى" (+كاتب سيناريو وكاتب حوار وكاتب تعليق ومحرّر)

### الأفلام الطّويلة
مخرج وكاتب سيناريو ومنتج
- عام 1970 - "الويل لك يا فرنسا!" (+كاتب سيناريو) مع بيير غارنييه، وفريديريك لين، وماري غابرييل نغيبي.[14]
- عام 1985 - "وجوه النساء" (+منتج وكاتب سيناريو) مع يوجيني سيسيه-رولاند, وصديقي باكابا، وألبتين نغيسان، وكواديو برو، وفيرونيك ماهيل[15]

## الملاحظات والمراجع
1. ↑  Côte d'Ivoire: Cinéma - Désiré Ecaré n'est plus, AllAfrica.com، في 17 شباط 2009 نسخة محفوظة 2023-11-21 على موقع واي باك مشين.
2. ↑  Christine Delorme (28 يونيو 1985). "Un cinéaste du regard". Libération: 31.
3. 1 2 3 4 5 6 7 8 9  Françoise Pfaff (1988). Twenty-five Black African Filmmakers (بالإنجليزية). Westport, Connecticut: Greenwood Press. p. 95-106. ISBN:0-313-24695-5.
4. 1 2 3 4  Richard Bonneau, Écrivains, cinéastes et artistes ivoiriens : aperçu bio-bibliographique, Abidjan; Dakar, NEA, 1973, 175 p. (lire en ligne), pp. 73-75 نسخة محفوظة 2022-11-05 على موقع واي باك مشين.
5. 1 2  René Prédal (تشرين الثّاني 1968). "Entretien avec Désiré Ecaré". Jeune cinéma n°34: 4–8. {{استشهاد بدورية محكمة}}: تحقق من التاريخ في: |تاريخ= (مساعدة)
6. ↑  "أفريسينه". www.africine.org. مؤرشف من الأصل في 2022-10-30. اطلع عليه بتاريخ 2018-07-02.
7. ↑  Jacques Aumont (أغسطس 1968). "En marge de Hyères : entretien avec Désiré Ecaré". دفاتر السينما (مجلة) n°203: 21–22.
8. ↑  À nous deux, France ! sur le site IMDb (الويل لك يا فرنسا!) نسخة محفوظة 2022-10-30 على موقع واي باك مشين.
9. ↑  Victor Bachy (1983). Le Cinéma en Côte d'Ivoire. Paris: OCIC/ دار نشر آرماتان. ص. 42. ISBN:2-85-802276-3.
10. ↑  ديزيريه إيكاري (1993). "Quelques réflexions sur cinéma et liberté à propos de Visages de femmes". Présence africaine, cahier spécial Fespaco 93: 21–23.
11. ↑  Olivier Barlet (1996). Les Cinémas d'Afrique noire - le regard en question. Paris: دار نشر آرماتان. ص. 122 et 272 pour le nombre d'entrées (source CNC / Le Film français). ISBN:2-7384-4877-1.
12. ↑  Jacques Siclier (9 أغسطس 1989). "Visages de femmes de Désiré Ecaré. Les combats d'un réalisateur africain". لو موند. مؤرشف من الأصل في 2022-10-05.
13. ↑  MIchel Amarger (21 فبراير 2022). "Visages de femmes : des Ivoiriennes fières et conquérantes". Africine. مؤرشف من الأصل في 2022-06-18.
14. ↑  À nous deux, France ! sur le site IMDb نسخة محفوظة 2022-10-30 على موقع واي باك مشين.
15. ↑  "Filmographie". www.africine.org. مؤرشف من الأصل في 2022-10-30. اطلع عليه بتاريخ 2018-07-02.

### ببليوغرافيا
- "مرحلة جديدة في السينما الأفريقية: النصر في مهرجان هيكريس للمخرج الإيفواري ديزيريه إيكاري",مجلّة Fraternité Matin رقم no 1033 في 7 مايو 1968, ص. 7

.
- "بعد السنغالي سيمبني عثمان، يرى الإيفواري ديزيريه إيكاري موهبته مكرسة لمهرجان كان", مجلّة Fraternité Matin رقم no 1061 11 يونيو 1968, ص. 7

.
- "يوم السبت 20 يونيو في السينما باريس، العرض الأول الكبير للأفلام الفنية لديزيريه إيكاري: "الويل لك يا فرنسا!، فرنسا وكونشيرتو من أجل المنفى" مجلّة Fraternité Matin رقم 1670، 16 يونيو 1970، ص. 7.
- "جاك أومون، "على هامش هيير: مقابلة مع ديزيريه إيكاري", Cahiers du cinéma، رقم 203، أغسطس 1968، ص 21-22.
- مجلّة La consécration de Désiré Ecaré", Eburnéa" رقم 37، يونيو 1970، ص 26.
- ميشيل كابديناك،"كونشيرتو من أجل المنفى"، الحروف الفرنسية أبريل 1970.
- هنري تشابير, "كونشيرتو من أجل المنفى", قتال، 25 أغسطس 1969.
- ميشيل سيمنت،"كونشيرتو من أجل المنفى", إيجابي, no 97, صيف 1968, ص. 32-36

.
- كريستين ديلورم، "صانع أفلام النظرة"، الإصدار، 28 يونيو 1985، ص. 31.
- كلود جيرارد،"Le XXe Festival du cinéma français : un enrichissement général", مجلّة Fraternité Matin رقم no 1125 في 27 أغسطس 1968, ص. 7

.
- كلود جيرارد،"كونشيرتو من أجل المنفى"، مجلّة Fraternité Matin رقم no 1932 في 26 أبريل 1971, ص. 4

.
- جاي هينيبيل،"ولادة سينما إيفوارية: كونشيرتو من أجل المنفى، التأليف 1 بواسطة ديزيريه إيكاري"، أفريقيا الأدبية والفنية, no 4، في 4 أبريل 1969, ص. 75-81

.
- غاي هينيبيل،"ديزيريه إيكاري", <i id="mwAZ4">سينما الشباب</i> رقم 34، في نوفمبر 1968، ص.4-9.
- جاي هينيبيل، "مقابلة مع ديزيريه إيكاري", سينما 71 رقم 152، في يناير 1971، ص. 138-140.
- غاي هينيبيل،"ديزيريه إيكاري", أفريقيا الأدبية والفنية رقم 44، الرّبع الثّالث 1978، ص. 60-62.
- "كونشيرتو من أجل المنفى"، أفريقيا، 27 مايو 1968.
- "كونشيرتو من أجل المنفى"، الحروف الفرنسية 15 مايو 1968
- "كونشيرتو من أجل المنفى"، الأخبار الأدبية، 9 مايو 1968.
- رينيه بريدال "ديزيريه إيكاري"، سينما الشباب، no 34، نوفمبر 1968, ص. 4-8

.
- "ديزيريه إيكاري: فيلم جديد آخر!"، مجلّة Fraternité Matin، رقم no 1260 في 4 فبراير 1969, ص. 7

.
- جان روش, "كشف مهرجان هاي أورجريس السينمائي عن زعيم جديد في السينما الأفريقية: ديزيريه إيكاري الإيفواري"، فرنسا وأورافريك، رقم no 195، باريس، 1968, ص. 47-48

.
- "تكريس ديزيريه إيكاري"، إيبورنيا، no 37 ،1970, ص. 26

### الرّوابط الخارجيّة
المذكّرات:
ملف الضبط الاستنادي الدولي الافتراضي
معرف الاسم القياسي الدولي
المكتبة الوطنية الفرنسية
IDREF
رقم الضبط في مكتبة الكونغرس
GND
هولندا
وورلد كات
الموارد المتعلّقة بالاعلام السمعي والبصري
أفريكولتور
أول موفي
ألو سيني
موارد الفيلم ‏
قاعدة بيانات الأفلام على الإنترنت
الموارد المتعلّقة بالمسرح
Les archives du spectacle
https://Africiné.org